# 茂名市人民政府
茂名市人民政府，简称茂名市政府、茂府，是中华人民共和国广东省茂名市的地方国家行政机关。

## 职权
根据《中华人民共和国地方各级人民代表大会和地方各级人民政府组织法》第七十三条，县级以上的地方各级人民政府行使下列职权：
1. 执行本级人民代表大会及其常务委员会的决议，以及上级国家行政机关的决定和命令，规定行政措施，发布决定和命令；
2. 领导所属各工作部门和下级人民政府的工作；
3. 改变或者撤销所属各工作部门的不适当的命令、指示和下级人民政府的不适当的决定、命令；
4. 依照法律的规定任免、培训、考核和奖惩国家行政机关工作人员；
5. 编制和执行国民经济和社会发展规划纲要、计划和预算，管理本行政区域内的经济、教育、科学、文化、卫生、体育、城乡建设等事业和生态环境保护、自然资源、财政、民政、社会保障、公安、民族事务、司法行政、人口与计划生育等行政工作；
6. 保护社会主义的全民所有的财产和劳动群众集体所有的财产，保护公民私人所有的合法财产，维护社会秩序，保障公民的人身权利、民主权利和其他权利；
7. 履行国有资产管理职责；
8. 保护各种经济组织的合法权益；
9. 铸牢中华民族共同体意识，促进各民族广泛交往交流交融，保障少数民族的合法权利和利益，保障少数民族保持或者改革自己的风俗习惯的自由，帮助本行政区域内的民族自治地方依照宪法和法律实行区域自治，帮助各少数民族发展政治、经济和文化的建设事业；
10. 保障宪法和法律赋予妇女的男女平等、同工同酬和婚姻自由等各项权利；
11. 办理上级国家行政机关交办的其他事项。

## 机构设置
茂名市人民政府设置下列机构：
- 茂名市人民政府办公室
- 茂名市发展和改革局
- 茂名市教育局
- 茂名市科学技术局
- 茂名市工业和信息化局
- 茂名市公安局
- 茂名市民政局
- 茂名市司法局
- 茂名市财政局
- 茂名市人力资源和社会保障局
- 茂名市自然资源局
- 茂名市生态环境局
- 茂名市住房和城乡建设局
- 茂名市交通运输局
- 茂名市水务局
- 茂名市农业农村局
- 茂名市商务局
- 茂名市文化广电旅游体育局
- 茂名市卫生健康局
- 茂名市退役军人事务局
- 茂名市应急管理局
- 茂名市审计局
- 茂名市人民政府国有资产监督管理委员会
- 茂名市市场监督管理局
- 茂名市统计局
- 茂名市医疗保障局
- 茂名市金融工作局
- 茂名市城市管理和综合执法局
- 茂名市信访局
- 茂名市政务服务数据管理局
- 茂名市林业局

## 现任领导
| 姓名   | 职务                  | 政党           | 出生年月           | 籍贯     | 性别 | 民族 | 其他职务 |
| ------ | --------------------- | -------------- | ------------------ | -------- | ---- | ---- | --- |
| 王雄飞 | 市长 党组书记         | 中国共产党     | 1974年10月（50岁） | 安徽肥东 | 男   | 汉族 | 中国共产党茂名市委员会副书记                                                                                        |
| 罗晃浩 | 常务副市长 党组副书记 | 中国共产党     | 1973年10月（51岁） | 广东连平 | 男   | 汉族 | 中国共产党茂名市委员会常委                                                                                          |
| 朱海龙 | 副市长 党组成员       | 中国共产党     | 1976年4月（49岁）  | 江苏泰兴 | 男   | 汉族 | 中国共产党茂名市委员会常委 中国共产党茂名市水东湾新城工作委员会书记                                                 |
| 王小慧 | 副市长 党组成员       | 中国共产党     | 1977年11月（47岁） | 广东惠州 | 女   | 汉族 | |
| 梁浩   | 副市长                | 中国民主促进会 | 1972年6月（53岁）  | 湖北汉川 | 男   | 汉族 | |
| 王冠中 | 副市长 党组成员       | 中国共产党     | 1974年11月（50岁） |          | 男   | 回族 | 中国共产党茂名市委员会政法委员会第一副书记 中国共产党茂名市公安局委员会党委书记 茂名市公安局局长 茂名市公安局督察长 |
| 高雪山 | 副市长 党组成员       | 中国共产党     | 1976年11月（48岁） |          | 男   | 汉族 | |
| 梁荣杰 | 副市长 党组成员       | 中国共产党     | 1973年11月（51岁） |          | 男   | 汉族 | 中国共产党茂名市滨海新区工作委员会书记                                                                              |
| 冼奕辉 | 秘书长 党组成员       | 中国共产党     |                    |          | 男   | 汉族 | 中国共产党茂名市人民政府机关党组书记 茂名市人民政府办公室主任                                                       |

## 历任领导
- 王冶（1983年7月－1985年6月）
- 黄光才（1985年6月－1989年11月）
- 黄春藻（1990年3月－1993年9月）
- 张惠忠（1993年9月－1998年4月）
- 邓维龙（1998年4月－2001年3月）
- 林雄（2001年4月－2003年4月）
- 罗荫国（2003年4月－2007年4月）
- 邓海光（2007年4月－2011年2月）
- 梁毅民（2011年2月－2013年2月）
- 李红军（2013年2月－2017年4月）
- 许志晖（2017年4月－2019年1月）
- 袁古洁（2019年5月－2021年4月）
- 庄悦群（2021年4月－2022年9月）
- 王雄飞（2022年9月－）

## 办公地点
茂名市人民政府办公地点位于茂名市茂南区油城六路2号。